# Elz (Rijn)
De Elz is een 121 km lange rechtse zijrivier van de Rijn in de Duitse deelstaat Baden-Württemberg.

## Loop
De Elz ontspringt bij Furtwangen im Schwarzwald. Haar bovenloop ligt in een landschap met hoogveen en weiden. Na een steile afdaling met de kleine Elzfällen volgt een diep bosdal met nauwelijks bewoning. Bij Oberprechtal is er een scherpe knik van noord- naar zuidwestrichting, waarna de middenloop begint als het eigenlijke Elzdal dat de scheiding vormt tussen het hogere Zuidelijk-Zwarte Woud en het lagere Midden-Zwarte Woud.
Dit dal is wel bewoond met de plaatsen Elzach, Winden, Gutach im Breisgau en Waldkirch. Bij Denzlingen (in de Freiburger Bucht) komt de Elz in de Rijnvlakte, waar ze in noordwestelijke richting stroomt en de plaatsen Emmendingen en Teningen aandoet. Bij Riegel am Kaiserstuhl stroomt de Elz met de Dreisam en de Alte Dreisam samen, waarna er weer een splitsing volgt. Tot een debiet van 8,5 m³/s stroomt het water als Alte Elz door het Europa-Park en verder naar de monding in de Rijn bij Kehl. De daarboven komende volumes worden afgeleid via het Leopoldskanaal dat bij Rheinhausen de Rijn bereikt.

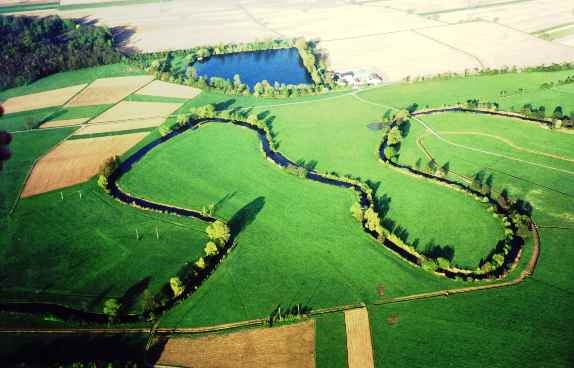
„Alte Elz“ tussen Kenzingen en Rheinhausen